# Даниел Трусони
Даниел Трусони (на английски: Danielle Trussoni) е американска писателка на произведения в жанра фентъзи, фантастичен трилър и мемоари.

## Биография и творчество
Даниел Ан Трусони е родена на 9 ноември 1973 г. в Ла Крос, Уисконсин, САЩ. Има италиански произход. Баща ѝ участва във войната във Виетнам, поради което след завръщането му семейството му се разпада. Даниел не заминава с майка си, а остава да живее с баща си.
Следва в Университета на Уисконсин–Медисън и през 1996 г. завършва с отличие с бакалавърска степен по история и английска филология. По-късно се обучава в Работилницата на писателите в Айова, където получава магистърска степен по писане на художествена литература през 2002 г.
През различни продължителни периоди живее в Япония, България, Англия и Франция (2009 – 2012). Първата ѝ книга „Вдън земя“ е издадена през 2006 г. Тя представлява нейните мемоари за живота с баща ѝ и подкрепата ѝ за него.
През 2010 г. е издаден романът ѝ „Ангелология“ от едноименната фентъзи поредица. Главната героиня, 23-годишната сестра Еванжелин, монахиня в манастира „Света Pоза“ край Ню Йорк, попада на изгубена кореспонденция между Абигейл Рокфелер и игуменката, която е по повод разкритие, направено през 1943 година в Родопите. Романът за борбата между доброто и злото, която се случва на Земята, е основана на митове и библейски предания за привлекателните ангел-човеци, известни като исполини. Романът става бестселър в списъка на „Ню Йорк Таймс“ и е преведен на над 30 езика по света.
През 2020 г. е издаден романът ѝ „The Ancestor“ (Прародителят). Той представя фантастична история за наследството на потеклото на човечеството и тъмните места, до които предците могат да ни отведат.
Докато е Работилницата на писателите в Айова са запознава с българския писател Николай Гроздински, за когото се омъжва. Имат две деца и живеят в София и във Франция в живописно село в Лангедок. Развеждат се след 10-годищен брак. Мемоарната ѝ книга „The Fortress“ (Крепостта) от 2014 г. е посветена на този период от живота ѝ. През 2016 г. се омъжва в Бретан за френския режисьор Адриен Ройо.
Тя е юрист на наградата „Пулицър“ за художествена литература и е автор на колоната „Тъмни въпроси“ за New York Times Book Review. Създателка е на подкаста „Writerly“, седмичен подкаст за изкуството и бизнеса на писането.
Даниел Трусони живее със семейството си в Ню Йорк.

## Произведения

### Самостоятелни романи
- The Ancestor (2020)[1][3][4]

### Серия „Ангелология“ (Angel)
1. Angelology (2010)[1][3]
Ангелология, изд.: „Сиела“, София (2010), прев. Юлия Бучкова
2. Angelopolis (2013)
Ангелополис, изд.: „Сиела“, София (2013), прев. Юлия Бучкова

### Новели
- The Pearl of the Orient (2015)[1]

### Документалистика
- Falling Through the Earth (2006) – мемоари[1][3]
Вдън земя, изд.: „Сиела“, София (2008), прев. Юлия Бучкова
- The Fortress (2016) – мемоари

### Екранизации
- 2016 The Hodag – късометражен, история, продуцент